# Juan Verduzco
Pour les articles homonymes, voir Verduzco.
Juan Verduzco est un acteur mexicain, né le 28 janvier 1946 à Mexico et mort le 4 mars 2024 dans la même ville.

## Biographie
Juan Verduzco fait ses débuts en 1974 dans la telenovela Mundo de juguete. L'année suivante, il participe au film El pequeño Robin Hood. En 1978, il tourne dans Gotita de gente. En 1980, il joue dans Sandra y Paulina. En 1987, il participe à Rosa salvaje.
Il meurt le 4 mars 2024, à l'âge de 78 ans,.

## Filmographie

### Cinéma
- 1975 : El pequeño Robin Hood
- 1984 : El sinvergüenza
- 1985 : Narco terror : Morris
- 1991 : Cándido Pérez, especialista en señoras
- 1992 : Cándido de día, Pérez de noche : le père Camilo Pérez

### Télévision

#### Telenovelas
- 1974 : Mundo de juguete : le gynécologue
- 1978-1979 : Gotita de gente : Eugenio
- 1980 : Sandra y Paulina : Rubén
- 1980-1981 : Caminemos : Bruno
- 1982 : Déjame vivir : Quino
- 1983-1984 : La fiera : Marín
- 1987-1988 : Rosa salvaje : Sr. Ramos
- 1989 : Mi segunda madre : Marcelo
- 1995 : María José : Horacio
- 1995-1996 : Pobre niña rica : Manuel Ferreti
- 1996-1997 : La culpa : Directeur Sandoval, Université
- 2003-2004 : Bajo la misma piel : Aurelio Acosta
- 2004 : Amy, la niña de la mochila azul : Román
- 2006-2007 : La Plus Belle des laides (La fea más bella) : Padre
- 2006 : Duelo de pasiones
- 2007 : Amor sin maquillaje
- 2008-2009 : Alma de hierro : Saúl Higareda
- 2009-2010 : Atrévete a soñar : Adolfo Lanfontaine
- 2010-2011 : Para volver a amar : Enrique Pimentel
- 2011 : Una familia con suerte : Julio Treviño
- 2012 : Cachito de cielo : Marcel
- 2012-2013 : Amores verdaderos : Docteur Montaño
- 2013 : Corazón indomable : Abelardo
- 2013-2014 : Por siempre mi amor : Dr. Elías Carranza
- 2014 : La gata : Agustín Martínez-Negrete
- 2014 : Hasta el fin del mundo : Aguilar

#### Séries télévisées
- 1987-1993 : Dr. Cándido Pérez : Padre Camilo
- 2000-2001 : Humor... es los comediantes : Co-animateur
- 2004 : Hospital el paisa
- 2005 : Par de ases
- 2005-2007 : Vecinos : Comandante / Señor Olvera
- 2002-2004/2007/2011 : La familia P. Luche : Don Camerino
- 2012 : Adictos : Saldaña
- 2013 : Como dice el dicho : Moravia